# جورج سي. هومانز
جورج كاسبر هومانز (بالإنجليزية: George C. Homans، مواليد 11 أغسطس 1910 - 29 مايو 1989) عالم اجتماع أمريكي، ومؤسس علم الاجتماع السلوكي ونظرية التبادل الاجتماعي.
يشتهر هومانز بأبحاثه في السلوك الاجتماعي وأعماله: الجماعة الإنسانية، السلوك الاجتماعي: أشكاله الأولية، ونظريته التبادلية والعديد من المقترحات المختلفة التي قدمها لشرح السلوك الاجتماعي بشكل أفضل.
هو اقتصادي، و أمريكي، ولد في، وكان عضوًا في، توفي في كامبريج، عن عمر يناهز 79 عاماً. تعلم في

## السيرة الذاتية

### الأصل
ولد جورج سي. هومانز في بوسطن في 11 أغسطس عام 1910، كان ابن روبرت وأبيغيل (آدمز) هومانز، حفيد حفيد جون كوينسي آدمز، الرئيس السادس للولايات المتحدة، وحفيد حفيد حفيد جون آدمز، الرئيس الثاني للولايات المتحدة. عند ولادة جورج، كتبت والدته إلى عمها هنري: «رأسه عبارة عن كتلة ضخمة ستجعله يبدو مميزًا للغاية، عندما يجلس كرجل نبيل أصلع، على مقعد القاضي ليحقق العدالة.» شرحت أيضًا من خلال هذه الرسالة كيف حصل هومانز على اسمه: «سأطلق عليه اسم جورج كاسبر نسبةً لأخي، لأن عائلة هومانز لا تعتبر أنني من النوع الذي سيولد طبيبًا جيدًا، وهكذا حجزوا الاسم [جون] لصالح شقيق زوجي جاك...» (هومانز 1984:1). انحدرت عائلة هومانز من سلالة من الأطباء المتميزين التي بدأت عندما جاء جون هومانز الأول إلى البلاد من رامسغيت، كنت، إنجلترا في القرن الثامن عشر. كان ابنه، الدكتور جون هومانز، خريج جامعة هارفارد، أول من أصبح طبيباً وهكذا بدأ بسمعة جون هومانز (هومانز 1984:1-2) ومع ذلك، «كان والد جورج محامياً، لكن جورج كان أول فرد في العائلة يتجنب المحاماة».

### الحياة الشخصية
من سيرته الذاتية (هومانز 1984)، تبين أن هومانز التحق بكلية هارفارد في عام 1928 مهتمًا بالأدب الإنجليزي والأمريكي. بعد تخرجه في عام 1932، أراد هومانز متابعة حياته المهنية كصحفي مع «وظيفة تبدأ في الخريف مع وليام ألين وايت من صحيفة إمبوريا، كانساس، غازيت» ولكن بسبب الكساد لم تستطع الجريدة أن تعرض عليه الوظيفة، وبقي هومانس عاطلًا عن العمل (هومانز 1962:3). «في عام 1941، تزوج من نانسي كوبر التي بقيت شريكته الملائمة مدى الحياة». خدم هومانز في المحمية البحرية خلال الحرب العالمية الثانية؛ «أربع سنوات ونصف في الخدمة الفعلية، أمضى أكثر من عامين في قيادة السفن الصغيرة العاملة في الحرب المضادة للغواصات ومرافقة عمليات القافلات» (هومانز 1962:50). رغم أنه خدم طوال فترة الحرب، لكنه أعرب لاحقًا في سيرته الذاتية عن «نفاد صبره من ضوابط النظام الهرمي للقوات البحرية وازدرائه بضباط مكتب الموظفين، خاصةً في الفروع البيروقراطية مثل فيلق الإمداد».

### التعليم وكيف أصبح عالم اجتماع
عندما كان هومانز في كلية هارفارد، «ربما كان الأثر المباشر الأكبر على جورج كطالب جامعي هو من مدرسه للغة الإنجليزية برنارد (بيني) دي فوتو». «انجذب جورج إلى قصص دي فوتو حول السهول وسهوب البراري، لكن أكثر من ذلك، حول واقع حياة الناس والشخصية الأمريكية كما وُصفت في كتابات الغرب الأوسط. من نواحٍ كثيرة، تبنى جورج منهجيات دي فوتو، النبرة الصاخبة ظاهريًا (لكن لم يكن لأي منهما عقلية صاخبة) وازدراء الخطاب الفكري». وهذا يظهر في كتابه عن الشعر الهاماميليس (ذا ويتش هيزيل) في عام 1988. أصبح هومانز مهتمًا بعلم الاجتماع نتيجة عيشه ضمن بيئة يعي فيها الناس أهمية العلاقات الاجتماعية. يصف هومانس دخوله لعلم الاجتماع بأنه «محض صدفة؛ أو بالأحرى، درست علم الاجتماع لأنه لم يكن لدي شيء أفضل لأقوم به» (1962:3). كان للورنس جوزيف هندرسن -عالم الكيمياء الحيوية وعالم الاجتماع الذي اعتقد أن جميع العلوم يجب أن تستند إلى مجموعة موحدة من المبادئ النظرية والمنهجية- أثر مهم على منظور هومانز. بدون عمل ولا أي شيء ليقوم به، حضر هومانز ندوة هندرسون في جامعة هارفارد في أحد الأيام وأُعجب على الفور بمحاضرته. تأثر هومانس أيضًا بالأستاذ إلتون مايو، إذ كُلف بقراءة كتابات علماء الأنثروبولوجيا الاجتماعية البارزين. من هذه القراءات، طوّر هومانز اعتقاده أنه بدلاً من التشابه في الثقافات، «شكل أفراد الجنس البشري الذين يعملون في ظروف مماثلة بشكل مستقل مؤسسات مماثلة». نتيجةً لذلك، انضم هومانز إلى مجموعة مناقشة في جامعة هارفارد تسمى مجموعة باريتو، والتي قادها هندرسن واستلهمت من أعمال فيلفريدو باريتو. غالبًا ما ناقش هندرسن فيلفريدو باريتو في محاضراته. كان باريتو عالم اجتماع يهتم بالتوزيع الاقتصادي. كان لنظريات باريتو ومحاضرات هندرسن أثر في كتاب هومانز الأول، مقدمة عن باريتو، الذي شارك في تأليفه مع زميله في المجموعة تشارلز بي. كورتيس. من عام 1934 حتى عام 1939، كان هومانز زميلًا مبتدئًا في جمعية الزمالات المنشأة حديثًا في جامعة هارفارد، إذ أجرى مجموعة متنوعة من الدراسات في مجالات مختلفة، بما في ذلك علم الاجتماع وعلم النفس والتاريخ. أجرى هومانز دراسة أنثروبولوجية لريف إنجلترا في مشروع زمالة المبتدئين، الذي نُشر لاحقًا باسم القرويين الإنجليز في القرن الثالث عشر (1941) (هومانز 167 :1984). أُشرك هومانز في برنامج الدراسات العليا في جامعة هارفارد؛ كان لبيترم سوروكين، مؤسس قسم علم الاجتماع بجامعة هارفارد في عام 1930، الفضل في ضم هومانز وروبيرت ميرتون إلى البرنامج. من اكتسابه لهذه المعارف، «كانت الفكرة الرئيسية التي استخلصها هومانز من هذه الدراسات هي محورية التفاعل وطريقة تطور المشاعر بين الأفراد نتيجة للتفاعل».